# ジュリア集合

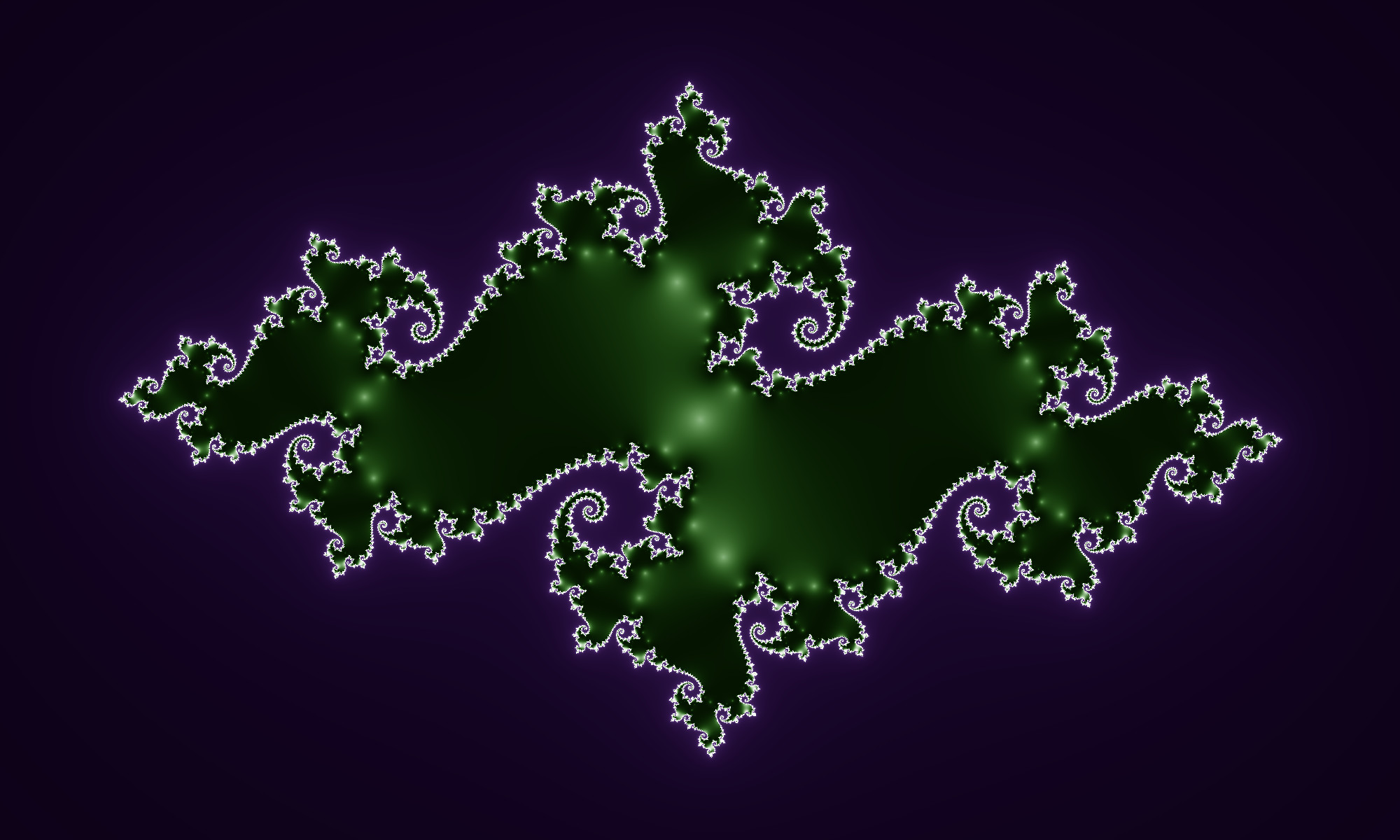
複素函数 z ↦ z^{2} − 0.742 + 0.1i のジュリア集合（図中の白い部分）

複素力学系におけるジュリア集合（ジュリアしゅうごう、英: Julia set）は、ある複素函数の反復合成の族が正規でない点を集めた、複素平面またはリーマン球面上の集合である。函数が多項式函数のときは、反復合成で無限遠に行かない出発点の集まりである充填ジュリア集合に対し、ジュリア集合を充填ジュリア集合の境界と定義することもある。名称は、20世紀初頭に複素函数の反復を研究したガストン・ジュリアに因む。たいていのジュリア集合はフラクタルとなり、神秘的や美しいとも評されるような図形が得られる。
ジュリア集合の補集合がファトゥ集合で、複素平面はジュリア集合とファトゥ集合に二分される。ジュリア集合上で点を反復合成したときの振る舞いはカオスである。複素数の定数を持つ2次函数を考え、このジュリア集合が連結であるような定数の集まりは、マンデルブロ集合として知られる。

## 定義

### 正規族によるもの
C を複素平面、 = C ∪ ∞ をリーマン球面とする。標準的には、ジュリア集合は正規族の概念で定義される。一般に、領域 D ⊂  または  D ⊂ C で定義された有理型函数から成る族 F が正規族であるとは、F から任意に選んだ函数列が D 上で広義一様収束する部分列を含むことをいう。

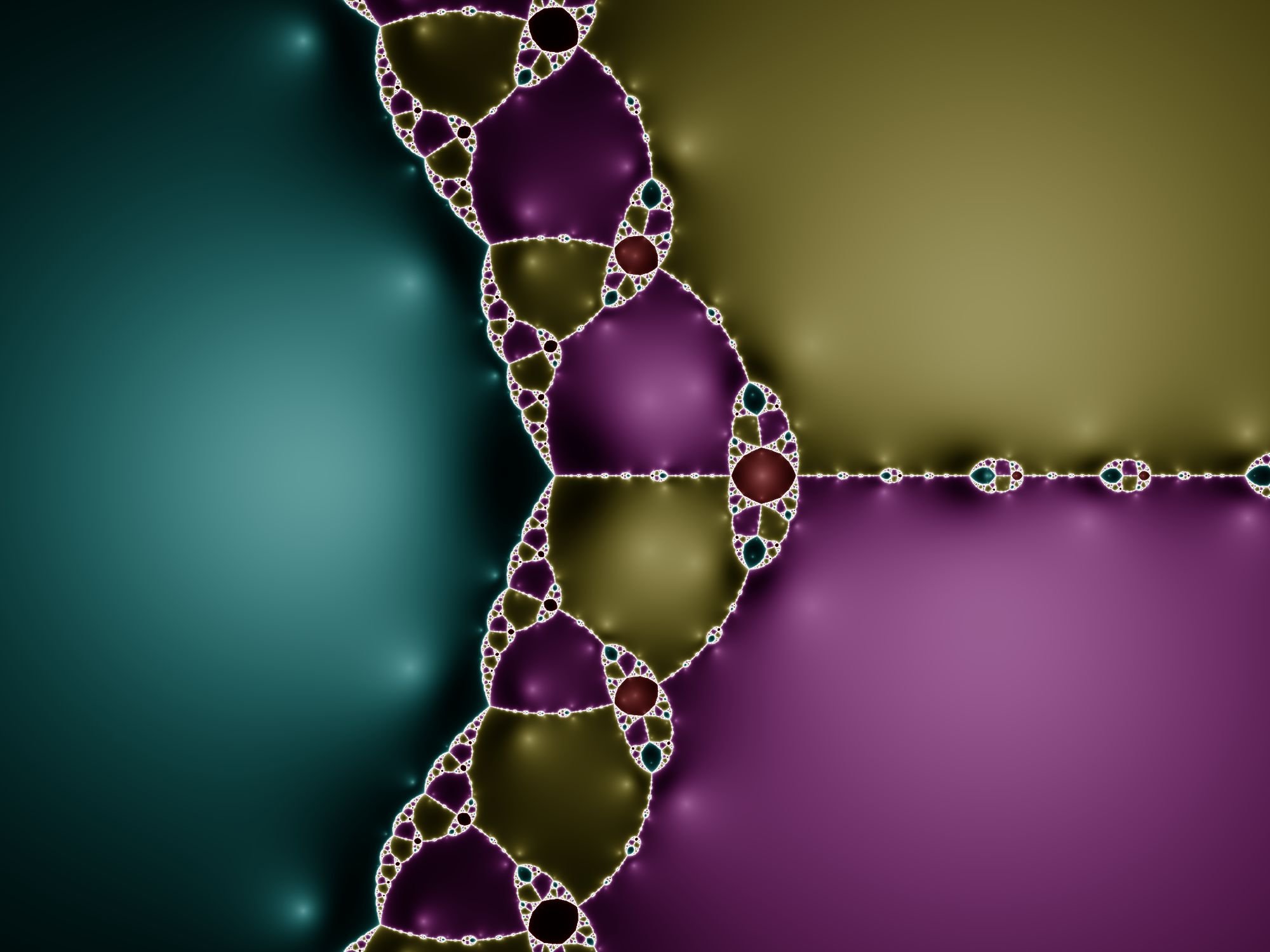
z ↦ z − z^{3} − 2z +2/3z^{2} − 2 のジュリア集合。図中の白い部分がジュリア集合で、その他の色が付いた領域はすべてファトゥ集合。

正規族の概念は同程度連続性に結び付く。アスコリ・アルツェラの定理より、一般に、有理型函数族 F : D →  が D 上で正規族であることは、F が D 上の各点で同程度連続であることと同値となっている。同程度連続性により、複素力学系の漸近的な振る舞いを特徴付けできる。
まず、正規族でファトゥ集合（英: Fatou set）を定義する。f を正則函数 f :  → （または f : C → C ）とする。ある点 z ∈  にf の n 回反復合成を行って得られる値を f n(z) で表すとする。点 z ∈  のある近傍 U(z) ⊂  上で、族 {f n|U}∞
n=1 が正規族となるとき、このような点全体の集合をファトゥ集合と呼ぶ。f のファトゥ集合は  Ff や F(f) などと表される。
ジュリア集合は、ファトゥ集合の補集合として定義される。函数 f のジュリア集合は Jf や J(f) などと表す。すなわち、
{\displaystyle J_{f}={\hat {\mathbf {C} }}\setminus F_{f}} または {\displaystyle J_{f}=\mathbf {C} \setminus F_{f}}
としてジュリア集合が定まる。ジュリア集合の名称は、20世紀初頭に複素有理函数の反復を研究したガストン・ジュリアに因む。
一般に、1つの点 z0 に f の反復合成を適用したときに定まる
{\displaystyle O^{+}(z_{0})=\{f^{k}(z_{0})\}_{k=0}^{\infty }=\{z_{0},\ f(z_{0}),\ f^{2}(z_{0}),\ \ldots \}}
という点列を z0 の前方軌道（または単に軌道）という。z0 は初期値などと呼ばれる。反復合成から成る函数族が同程度連続であるとは、初期値 z0 が近い場合は函数の値も一様に近いということを意味し、初期値の安定性を表す。正規族はある初期値の軌道が安定しているか否かを表現可能にする道具であり、これによって軌道が安定な部分と不安定な部分に函数の定義域を分割する。言い換えると、ファトゥ集合 は O+(z0) がある意味でおとなしいような z0 の集まりであり、ジュリア集合は O+(z0) がある意味でカオス的な z0 の集まりである。
正規族の概念を使ったジュリア集合の定義は抽象的で幾何学的意味が分かりづらいが、正規族にもとづくことで複素函数論の技術的道具が使いやすくなり、有理函数や有理型函数などの広い範囲の複素函数まで理論を展開できる。他方、反復する複素函数を多項式に限る議論などでは、次のように正規族の概念を使わずにジュリア集合を定義することもある。

### 充填ジュリア集合によるもの
P を2次以上の複素多項式 P(z) = anzn +  an−1zn−1 + … + a0 とする。係数 an, an−1 … a0 も複素数である。まず、複素平面 C からそれ自身への多項式函数 P : C → C の充填ジュリア集合（英: filled Julia set）を KP で表し、
{\displaystyle K_{P}=\left\{z\in \mathbf {C} |\lim _{n\rightarrow \infty }P^{n}(z)\nrightarrow \infty \right\}}
と定義する。つまり、軌道が無限遠へ行かないような点の集まりが充填ジュリア集合である。
ジュリア集合は、充填ジュリア集合の境界として定義される。すなわち、P のジュリア集合を JP と表せば
{\displaystyle J_{P}=\partial K_{P}}
である。この定義のジュリア集合は、軌道が無限遠へ行かないような点の集まりと軌道が無限遠へ行く点の集まりの境目になる。扱う函数が多項式のときは、この定義のジュリア集合と、上記の正規族を使った定義のジュリア集合とは同値である。

## 最も簡単な例

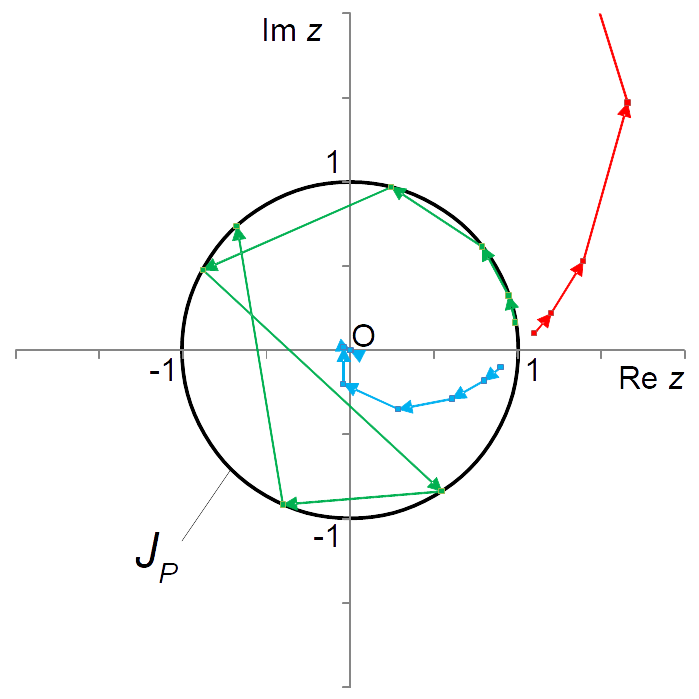
複素函数 P(z) = z^{2} のジュリア集合 J_{P} は単位円（黒い円周）となる。単位円上の点（緑）は反復してもその上に存在し続け、単位円外の点（赤と青）は単位円から離れて行き無限遠または原点に向かう。

ジュリア集合の最も簡単な例として P(z) = z2 という複素函数が挙げられる。 これは与えられた z を2乗するだけの函数で、図形的には複素平面上で z の絶対値を2乗し、 z の偏角を2倍にする。複素数を極形式で表すと z = |z|eiθ であるから、この場合の P の k 回反復は
{\displaystyle P^{k}(z)=\vert z\vert ^{2^{k}}e^{i(2^{k}\theta )}}
と表すことができる。よって、|z| < 1 ならば、k → ∞ のとき P k(z) → 0 であり、|z| > 1 ならば、k → ∞ のとき P k(z) → ∞ である。例えば、絶対値 2.236… である z = 1 + 2i を初期値にして反復を繰り返すと
z = 1 + 2i
P (z) = −3 + 4i
P 2(z) = −7 − 24i
P 3(z) = −527 + 336i
P 4(z) = 164833 − 354144i
⋮
となって値は ∞ へ近づく。他方、絶対値 0.583… である z = 0.5 + 0.3i  を初期値にして反復を繰り返すと
z = 0.5 + 0.3i
P (z) = 0.16 + 0.3i
P 2(z) = −0.0644 + 0.096i
P 3(z) = −0.00507 − 0.01236i
P 4(z) = −0.00013 + 0.00013i
⋮
となって値は原点 0 = 0 + 0i へ近づく。
他方で、|z| = 1 すなわち z が単位円 {z ∈ C  |  |z| = 1} 上の点であるときは、|P(z)| = 1 であるから P の像もまた単位円上の点となる。よって、|z| = 1 ならば、すべての k について P k(z) は単位円上に留まる。
以上より、P(z) = z2 の充填ジュリア集合 KP は単位円板 {|z| ≤ 1} で、ジュリア集合 JP はその境界の単位円 {|z| = 1} である。また、ファトゥ集合 FP は単位円以外の箇所全て {|z| < 1} ∪ {|z| > 1} である。

## 基本的性質
定義よりファトゥ集合は開集合なので、ジュリア集合は閉集合である。以下、断りない限り函数 f を超越整函数または2次以上の有理函数とする。これらの函数においては、ジュリア集合 Jf は空集合ではない。すなわち必ず存在する。また、Jf は完全集合である。すなわち Jf は孤立点を含まない。例えば、もし f が f(z) = az + b のような1次函数だと、ジュリア集合が存在しないこともあり、存在しても完全集合ではない。
Jf が C または  と一致しなければ、Jf は内点を持たない。言い換えると Jf が内点を含むときは Jf = C または Jf =  である。もし f が多項式函数のときは、Jf は常に内点を持たない。また、ジュリア集合 は充填ジュリア集合の境界だが、充填ジュリア集合が内点を含まないこともあり得る。その場合はジュリア集合と充填ジュリア集合が一致する。
f が多項式函数であれば、Jf は C 内のコンパクト集合である。f が超越整函数のときは、Jf は C 内の非有界集合になる。

## 集合上または近傍の点の挙動
ジュリア集合は完全不変な集合となっている。すなわち f (J) ⊂ J  かつ f −1(J) = {z | f (z) ∈ J} = J が成り立つ。もし f が有理函数であれば、f (J) = f −1(J) = J が成り立つ。f :  →  におけるジュリア集合のある点 z ∈ J (f) の近傍を U とする。モンテルの定理より、任意の z, U に対して集合
{\displaystyle E_{U}={\hat {\mathbf {C} }}\setminus \bigcup _{n=1}^{\infty }f^{n}(U)}
は2点以下であることが分かる。EU に属する点は例外点と呼ばれ、例えば  上で考える多項式では ∞ が例外点である。同様にモンテルの定理から、3点以上を含んでなおかつ f に関して完全不変な閉集合の中で最小の集合が、ジュリア集合である。
ある初期値 z0 の後方軌道は、一般に f の逆写像が多価函数となるため逆像に属する点全てを集めて、
{\displaystyle O^{-}(z_{0})=\bigcup _{n=0}^{\infty }\{z\mid f^{n}(z)=z_{0}\}}
と定義される。初期値 z0 がジュリア集合に属し、z0 が例外点でなければ、
{\displaystyle J_{f}={\overline {O^{-}(z_{0})}}}
が成り立つ。しかし、ある点がジュリア集合に属するかを判別することは一般的に困難である。一方、z が周期点（または不動点）であれば次のようなことが分かる。z0 を n 周期点とする。このとき、
{\displaystyle \lambda ={\frac {df^{n}}{dz}}(z_{0})}
で定義される λ が
- |λ| > 1 であるとき、z0 を反発周期点と呼ぶ[39]。
- |λ| < 1 であるとき、z0 を吸引周期点と呼ぶ[39]。
- |λ| = 1 であり、かつ λm = 1を充たす自然数 m が存在するとき、z0 を有理的中立周期点と呼ぶ[39]。

もし z0 が反発周期点または有理的中立周期点であれば、z はジュリア集合に含まれる。一方、吸引周期点はファトゥ集合に含まれ、ジュリア集合には含まれない。
反発周期点については、さらに強いことが言える。f を超越整函数または2次以上の有理函数とする。このとき、f の反発周期点全体から成る集合は Jf において稠密である。非標準ながら f が多項式函数のときには、f の反発周期点全体の閉包をジュリア集合と定義する例もある。
吸引周期点が存在する場合は、その吸引域の境界にジュリア集合は一致する。f を有理函数とする。z0 が吸引周期点であるとき、この吸引域を A(z0) と表す。このとき、
{\displaystyle J_{f}=\partial A(z_{0})}
である。無限遠点が吸引不動点である場合も、Jf = ∂A(∞) として成り立つ。
さらには、ジュリア集合 Jf 上の点は f によってカオス的に振る舞うことも分かる。リーマン球面上の部分集合 E から E への連続写像 f が、周期点の稠密性、位相的推移性、初期値鋭敏性を持つとき、f は E 上で（デバニーの意味で）カオス的であるという。 周期点の稠密性とは、f の周期点が E 上に稠密に存在することだが、上記のように f の反発周期点全体から成る集合が Jf において稠密であることが分かっているので、周期点の稠密性も成り立つ。位相的推移性とは、空ではない任意の部分開集合 U, V ⊂ E に対し、f k(U) ∩ V ≠ ∅ を満たす k > 0 が存在することで。初期値鋭敏性とは、ある δ > 0 が存在し、任意の z ∈ E と近傍 N(z) ⊂ E において |f k(z) − f k(w)| > δ を満たす w ∈ N と k > 0 が存在することである。
f を2次以上の有理函数とすると、 常に f は Jf 上で（デバニーの意味で）カオス的である。言い換えれば、f のカオス的振る舞いを起こす集合が f のジュリア集合ともいえる。

## 取り得る図形
#最も簡単な例のジュリア集合は単純なものだったが、通常、ジュリア集合は幾何的にもっとはるかに複雑な集合となる。たいていの場合で、ジュリア集合はフラクタルと呼ばれる図形になる。そのフラクタル図形は「神秘的」や「美しい」と評される。ジュリア集合の図形には以下のような例がある。
- 円周。P (z) = azd (a ≠ 0, d ≥ 2) の場合の JP などがこれに該当する[30]。
- 線分。多項式函数 P がチェビシェフ多項式に共役な場合の JP がこれに該当し[30]、P (z) = z2 − 2 に対する JP は [−2, 2] という実軸上の線分である[54]。
- 擬円（英: quasi-circle）。ここで Jf が擬円とは、Jf が擬等角写像による円周の像として得られることである[55]。後述の#2次函数の例で示すように、P(z) = z2 + c で c がマンデルブロ集合の大きなハート形領域内部のときの JP などがこれに該当し[55]、P (z) = z2 − 0.5 + 0.5i がその一例である[56]。
- カントール集合（英: Cantor set）。ここで Jf がカントール集合であるとは、Jf がコンパクト、全不連結、孤立点を持たない場合をいう[57]。全不連結なジュリア集合はファトゥ塵（英: Fatou dust）などとも呼ばれる[58]。後述の#2次函数の例で示すように、P(z) = z2 + c で c がマンデルブロ集合の外にあるときの JP などがこれに該当し、P (z) = z2 + 0.11031 − 0.67037i がその一例である[59]。
- 互いに接する無限個の単純閉曲線の閉包。後述の#2次函数の例で示すように、Pc = z2 + c が吸引周期点を持つときの JP などがこれに該当し、P (z) = z2 − 1 がその一例である[60][61]。
- 樹形突起（デンドライト、英: dendrite）。ここで Jf が樹形突起であるとは、 Jf がコンパクト、連結かつ局所連結で内点を持たず、さらに C ∖ Jf が連結であることをいう。P(z) = z + i に対する JP などがその一例である[57]。
- シェルピンスキーのカーペット（英: Sierpiński carpet）。ここで Jf がシェルピンスキーのカーペットであるとは、 Jf が連結、局所連結、疎で、Jf の補集合の各連結成分の境界が互いに素な単純閉曲線であることをいう。有理関数 R(z) = 27z2(z − 1)/(3z − 2)2(3z + 1) に対する JR などがその一例である[62]。
- カントールの花束（英: Cantor bouquet）。ここで Jf がカントールの花束であるとは、Jf が、t → ∞ で h(t) → ∞ となる C∞ 級曲線 h(t) : [0, ∞) → C の非可算個の和集合であることをいう。指数関数 E(z) = 0.3ez に対する JE などがその一例である[63]。
- 複素平面 C 全体。指数関数 E(z) = ez に対する JE などがその一例である[64]。

## 2次函数の例
定数 c ∈ C を持つ2次函数
{\displaystyle P_{c}(z)=z^{2}+c}

定数 c を変化させたときの複素函数 z ↦ z^{2} + c のジュリア集合。図中の白い部分がジュリア集合で、白い部分と緑の部分を合わせたものが充填ジュリア集合

は簡単な多項式の族だが、とても複雑なジュリア集合を生み出す。#最も簡単な例のように c = 0 ではジュリア集合は単位円だったが、c に 0 ではない値、例えば c = −0.12375 + 0.56508i、を与えると、ジュリア集合はもはや滑らかなではなくなり、一部を拡大し続けてもずっとギザギザなフラクタル図形となる。このジュリア集合 JP は c の値に依存して著しく変化し、アドリアン・ドゥアディは、現れる Jf の見た目を「広がった雲のようなもの」「骨と皮ばかりの荊の枝」「花火が上がったあと空中に漂う残り火」「ウサギの形をしたもの」「タツノオトシゴの尻尾をもつもの」と形容している。
Pc = z2 + c は一見狭い範囲の形に限定しているようだが、Pc は任意の2次函数と共役の関係にある。そのため、Pc のジュリア集合は任意の2次函数のジュリア集合と幾何学的に相似であり、fc のジュリア集合を調べれば2次函数全体のジュリア集合の性質を知ることができる。また、Pc は、複素力学系で重要な役割を果たす臨界点（dP/dz(z0) = 0 を充たす z0）が原点 0 = 0 + 0i にあるため扱いやすい利点も持つ。

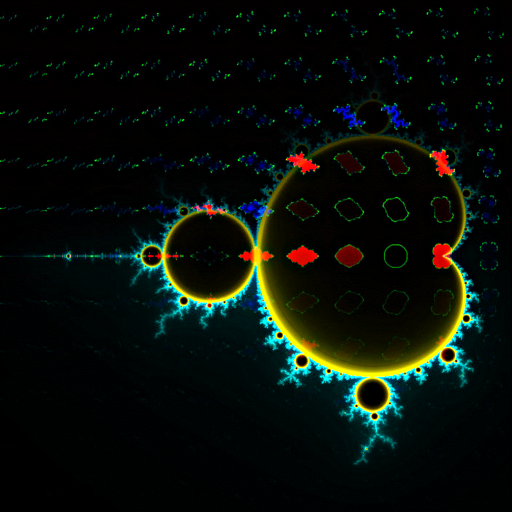
複素平面およびマンデルブロ集合の上半分に、代表的な c のジュリア集合を重ねた図

大きく分けると JP は連結集合またはカントール集合のいずれかになる。臨界点 0 から出発する前方軌道 {P k(0)}k ≥ 1 が有界であれば、言い換えれば k → ∞ のとき P k(0) ↛ ∞ であれば、 JP は連結集合である。0 から出発する軌道が無限遠点に逃げ出す場合、すなわち k → ∞ のとき P k(0) → ∞ であれば、JP はカントール集合である。これらと対応し、ジュリア集合の全体像を与えるのが Pc の定数 c の集まりから定義されるマンデルブロ集合 MP ⊂ C で、c が MP 上にあれば JP は連結で、c が MP から外れると JP は全不連結となる。

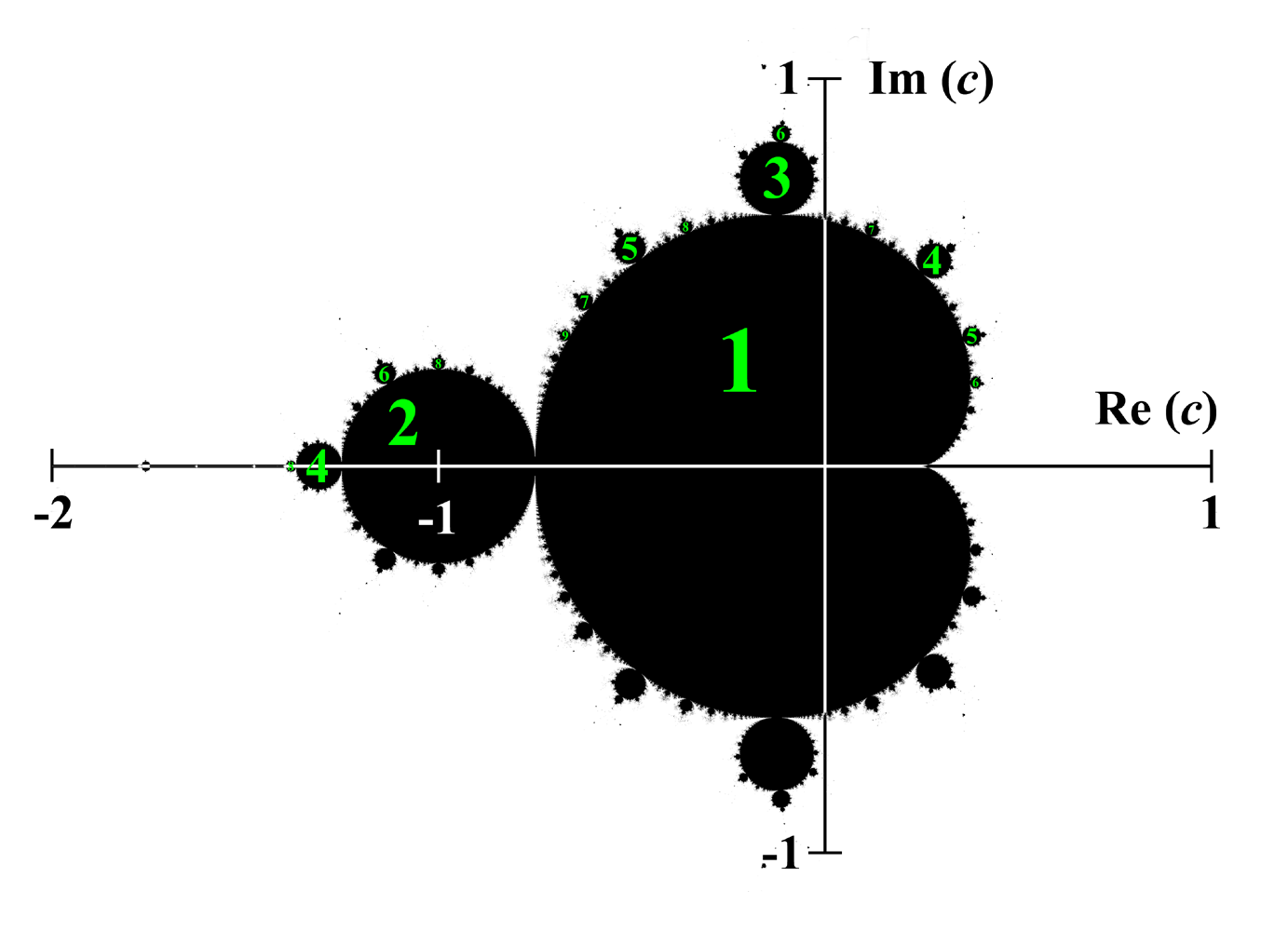
P_{c} の吸引周期点に対応する M_{P} の各領域。緑の数値がその c における周期

まず、原点 0 を出発する軌道が有界の場合で、不動点に吸引される場合を考える。c = 0 のときは、上述のように JP は単位円で、原点 0 が吸引的不動点である。c ≠ 0 のときは、c が小さければ原点近くに吸引的不動点が存在し、JP も単純閉曲線だが、曲線はフラクタルとなる。言い換えると、c ≠ 0 での原点 0 を出発する軌道が不動点に吸引されるとき、 JP は微分不可能な単純閉曲線である。これらのジュリア集合はマンデルブロ集合上では大きなハート形領域に対応する。このハート形の領域は、カージオイド c = 1/2eiθ − 1/4e2iθ で与えられる。この領域内部にある c では、Pc は吸引的不動点を持ち、JP は単純閉曲線である。
次に、原点 0 を出発する軌道が有界の場合で、周期点に吸引される場合を考える。このときの JP も連結だが、複雑な集合となる。この場合の JP は無限個の単純閉曲線を含み得るようになり、さらに、それら単純閉曲線は互いに接し合う。例えば、0 を出発する軌道が 2 周期点に吸引される場合の JP は、c が |c +1| < 1/4 を満たすときに存在する。これは、マンデルブロ集合上でハート形領域に左隣で接するもっとも大きな円の領域に相当する。周期 k > 2 の場合は次数が増えて具体的な領域の計算は困難となるが、その場合も同様にマンデルブロ集合上に単位円板と同相な領域として存在している。
また、原点 0 を出発する軌道が、ある反復から先は周期軌道になる場合もある。すなわち、ある自然数 m, n が存在し、Pcm(0) = Pcm + n(0) が満たされる。 このように、それ自体は周期点ではないが、ある反復から先は周期点になる点を前周期点などという。0 が前周期点のとき、JP は植物の枝のような見た目をした樹形突起（デンドライト）となる。このときの c はミシュレヴィチ点と呼ばれ、マンデルブロ集合の境界、糸状の部分に存在する。
そして、原点 0 を出発する軌道が無限遠点 ∞ に吸引される場合、すなわち c がマンデルブロ集合 MP から外れた値のとき、JP はカントール集合（ファトゥ塵）となる。カントール集合となった JP は塵や雲のような見た目の点の集まりだが、c が MP から離れるほど JP はよりまばらな塵になっていく。具体的な c の範囲としては |c| > 2 のとき、k → ∞ のとき P k(0) → ∞ で、JP はカントール集合であることが分かる。言い換えると MP は {|c| ≤ 2} 内のコンパクト集合である。

2次函数のジュリア集合の例
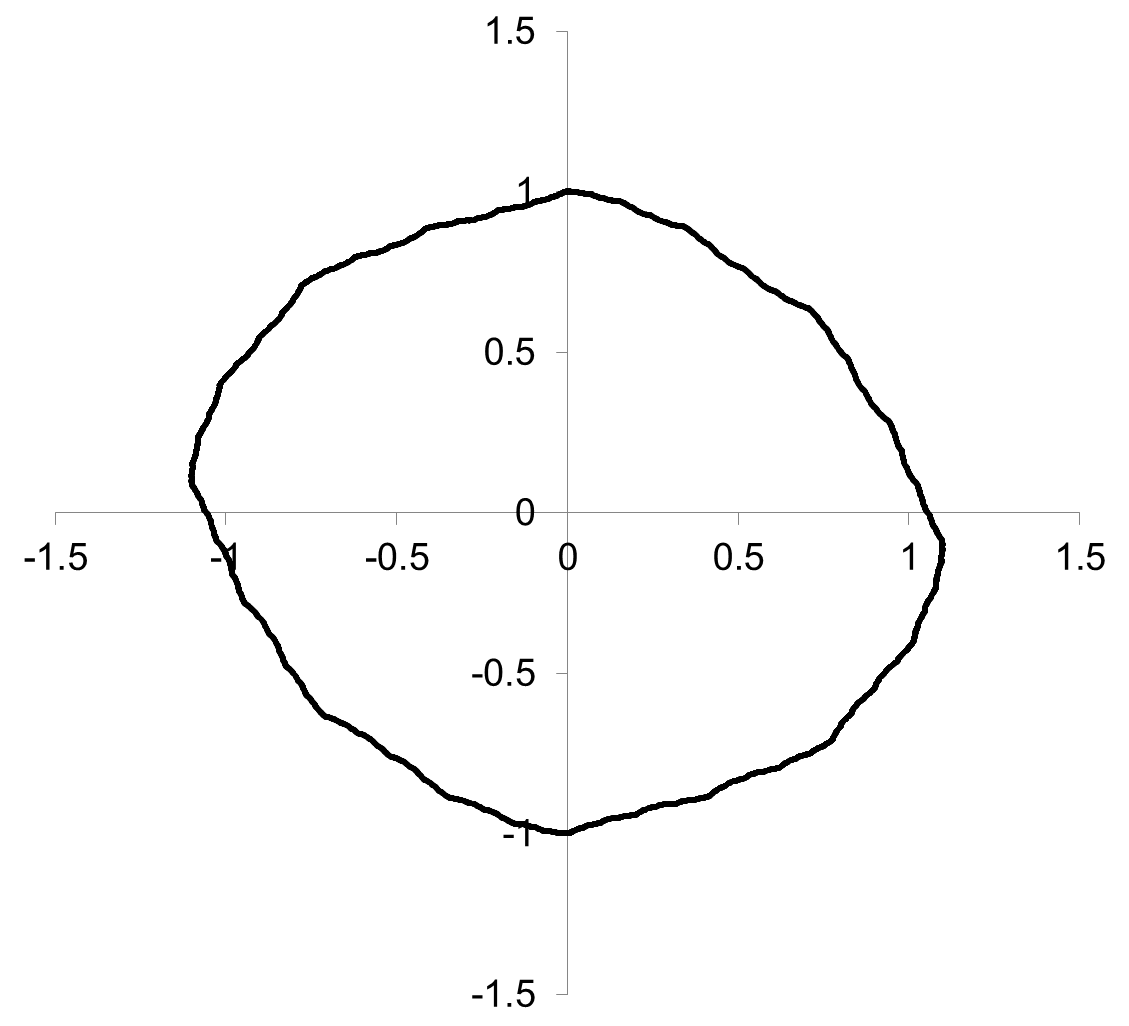
c = −0.1 + 0.1i 、1つの単純閉曲線、擬円
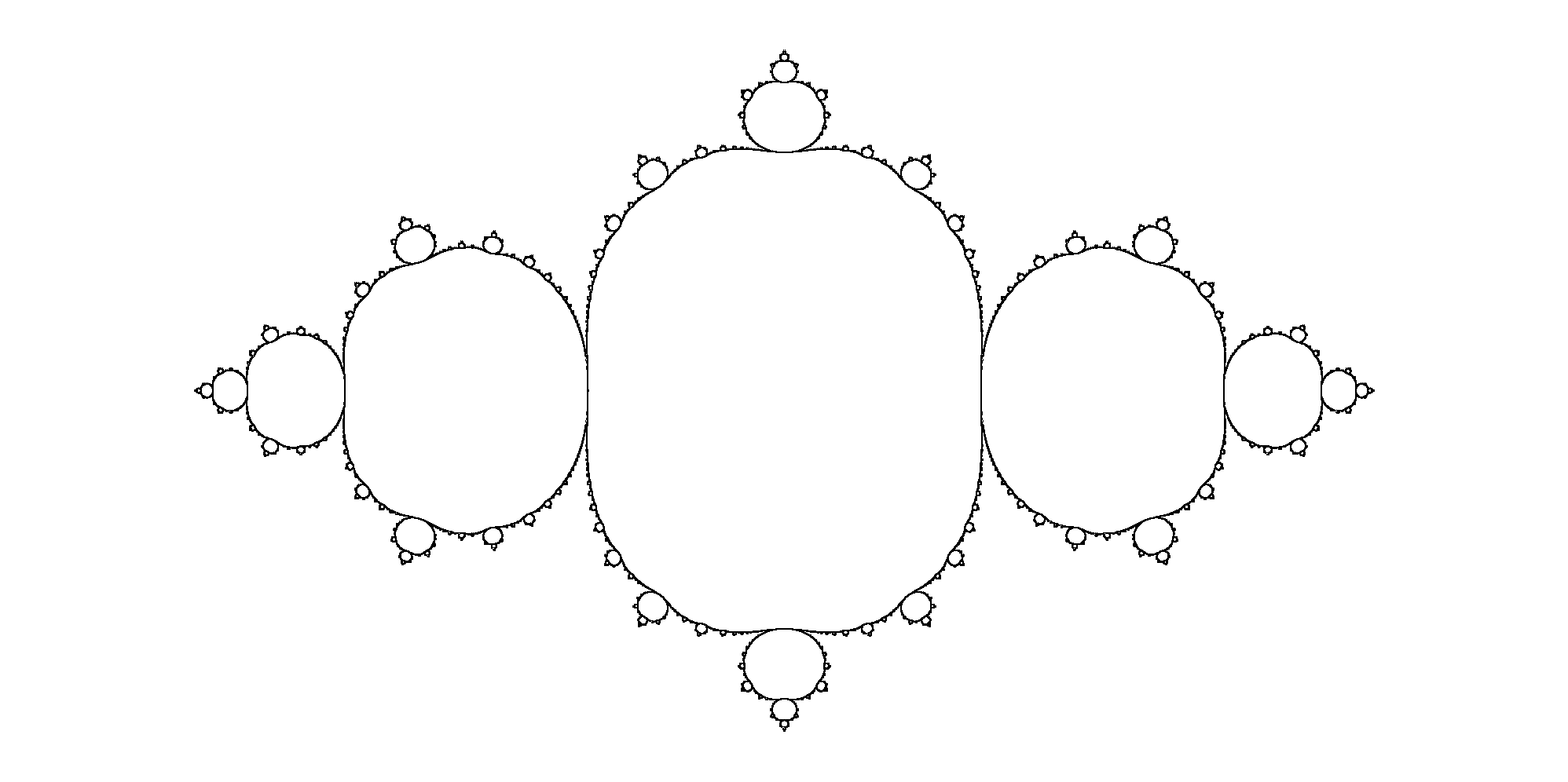
c = −0.75 、吸引2周期点を持つ場合
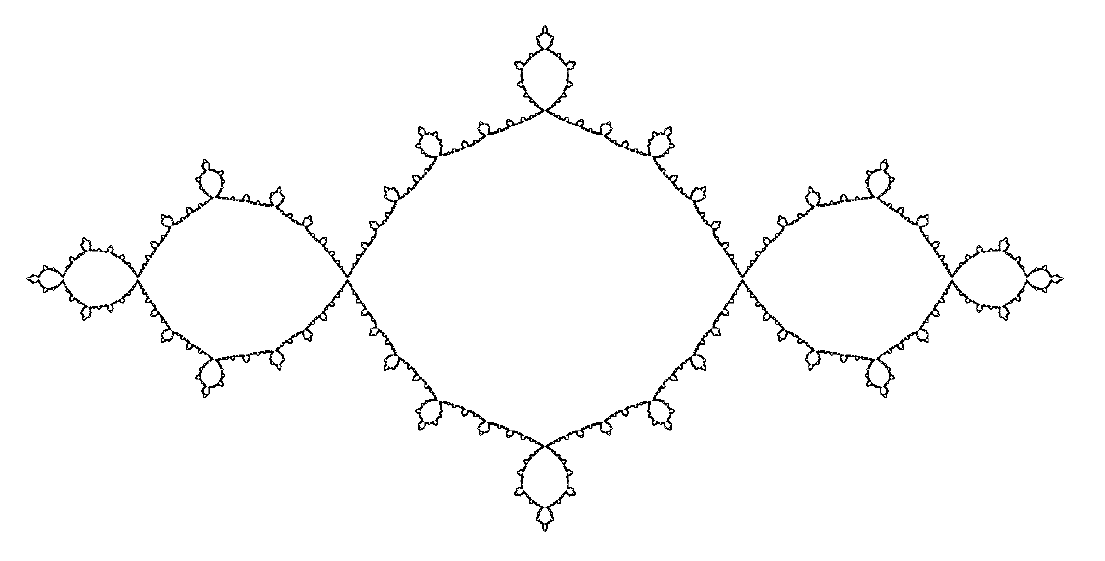
c = −1 、吸引2周期点を持つ場合
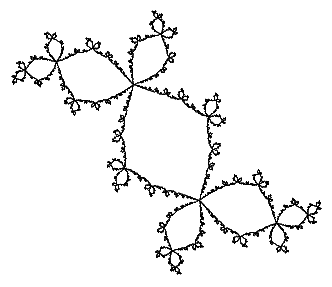
c = −0.123 + 0.745i 、吸引3周期点を持つ場合、ドゥアディのウサギ
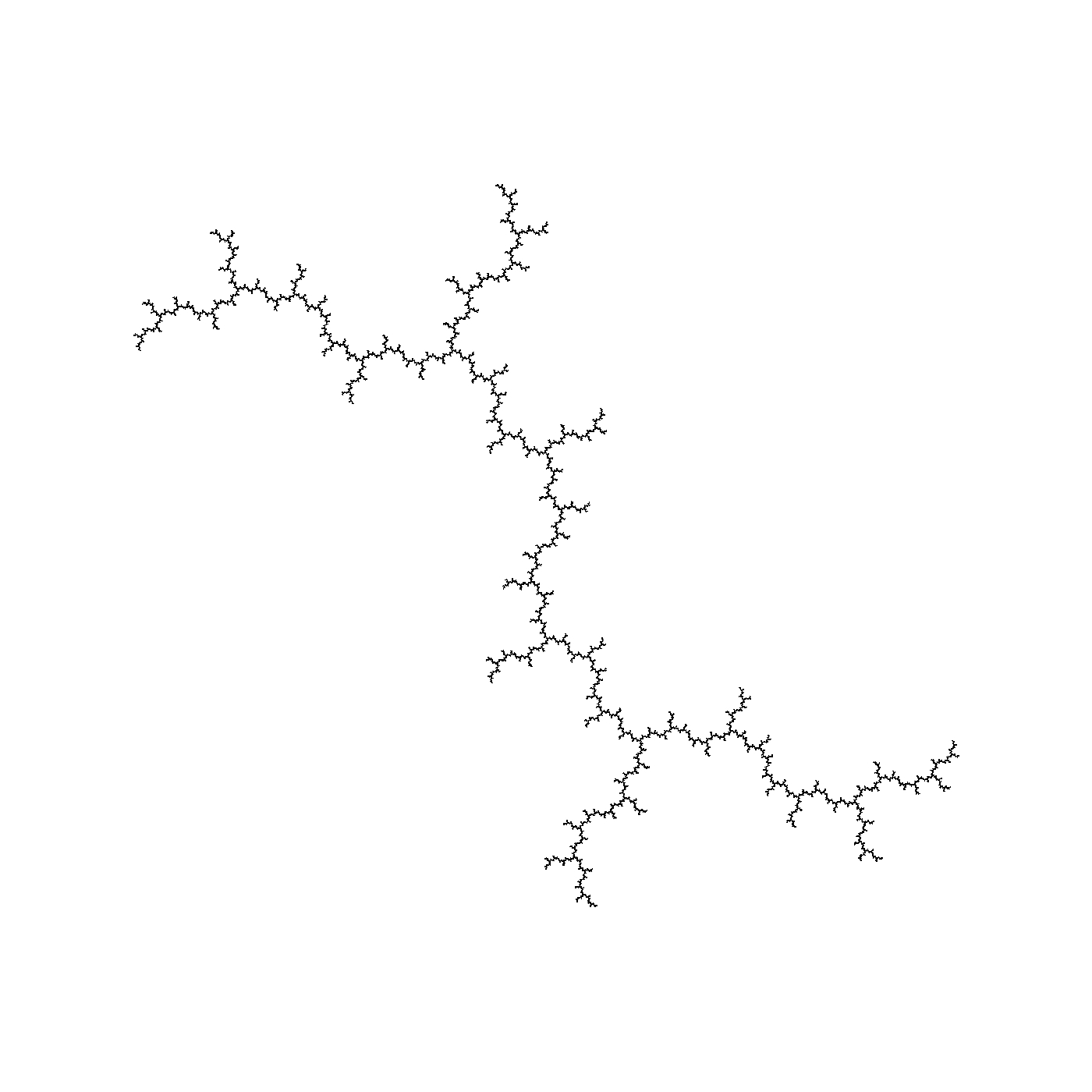
c = i 、樹形突起（デンドライト）
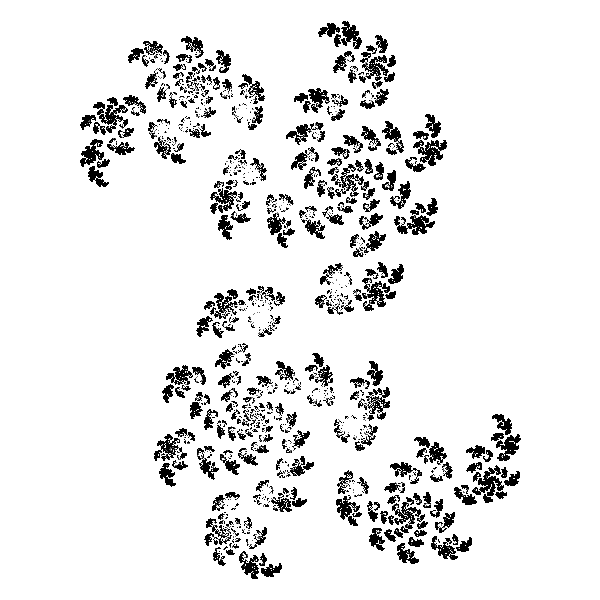
c = 0.4 + 0.3i 、カントール集合（ファトゥ塵）
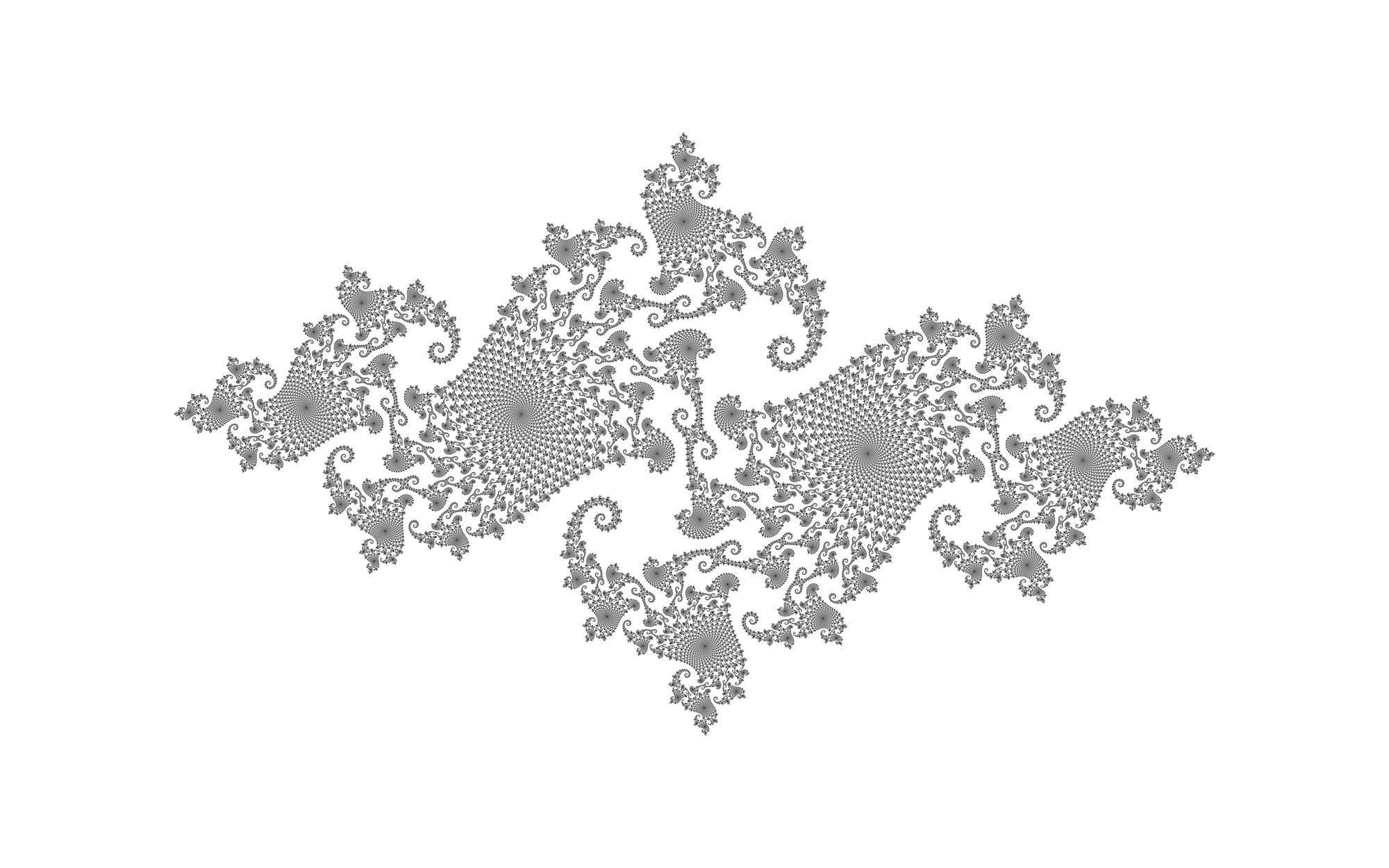
c = −0.74543 + 0.11301i 、マンデルブロ集合の外側だが境界に近い場合

## コンピュータによる描写
ジュリア集合は、ガストン・ジュリアとピエール・ファトゥによって第一次世界大戦中に研究されていたが、当時はそれを描写できるコンピュータグラフィックスが無かったこともあり、研究が広がりを見せることはなかった。その後、強力な計算機が使えるようになってジュリア集合やマンデルブロ集合の形が見えてくるようになると、その複雑な形の構造を解明することに数学者らの目を向けさせ、複素力学系の研究が再興した。
ジュリア集合の描写には、ジュリア集合の性質を利用して以下のような2種類の方法がある。ただし、どちらの方法でもうまく描写できないこともある。満足のいく描写を得ることが困難なジュリア集合も数多い。描写のプログラムには、対象の複素力学系の性質に応じた工夫も必要となる。
ジュリア集合を描写する1つ目の方法は、例外点を除く点を初期値とし、その後方軌道を計算する手法がある。初期点は、実質的にはほとんど勝手に選んでよい。この後方軌道はジュリア集合に近づいていくので、初めの数回の反復を除いて後方軌道はジュリア集合と区別がつかないような点を通る。この手法は、上記の
{\displaystyle E_{U}={\hat {\mathbf {C} }}\setminus \bigcup _{n=1}^{\infty }f^{n}(U)}
というジュリア集合の性質を、または、ジュリア集合は反発的周期点を稠密に含むという性質を利用したものである。2次函数 P(z) = z2 + c であれば、初期値 z0 に対して逆像は √z0 − c または −√z0 − c なので、この2つからランダムに選び、また逆像を計算し…という繰り返しで得た点を描写することでジュリア集合が描写できる。
あるいは、反発周期点のようなジュリア集合上の点を初期値として選び、その後方軌道を計算してもよい。これは、上記の
{\displaystyle J_{f}={\overline {O^{-}(z_{0})}}}
というジュリア集合の性質を利用したものである。
ただし、ジュリア集合上の後方軌道は分布が一般的に偏っているため、これらの方法では、反復回数を非常に多くしたとしても描写は本来のジュリア集合が部分的に欠けたものとなってしまう欠点がある。対策としては、複素平面上に小さなメッシュを考え、あるメッシュに入った軌道の点が一定数以上になったら、そのメッシュ内の点は逆像の計算に使わないというものがある。これにより、得られる点の分布を一様にし、計算量も減る。
ジュリア集合を描写する2つ目の方法は、ジュリア集合が
{\displaystyle J_{f}=\partial A(z_{0})}
というように吸引域の境界となることを利用する方法である。 複素函数が2つ以上の吸引的不動点を持つとき、ジュリア集合はそれぞれの吸引域の境界となる。よって、複素平面上に小さな四角形格子を考えたとき、四隅の点が同一の点に吸収されれば格子はジュリア集合を含まず、四隅の点が異なる点に吸収されれば格子はジュリア集合を含んでいることが分かる。このように複素平面の候補となる範囲を格子状に分けて、上記の判定に基づいて各格子を色分けるすることでジュリア集合が描写できる。